# Clay Walker
Ernest Clayton "Clay" Walker, Jr. (Beaumont, Texas; 19 de agosto de 1969) es un músico estadounidense de country. Ha vendido más de 11 millones de copias de sus discos, con 32 canciones en la lista Billboard Hot Country Singles & Tracks. 
A Walker se le conoce como "The Legend" ("La Leyenda") y "The King" ("El Rey").

## Trayectoria
Hizo su debut en 1993 con el sencillo "What's It to You", el cual se ubicó en la cima de la lista Billboard de música country, al igual que su sencillo de 1994 "Live Until I Die". Ambos sencillos fueron incluidos en su álbum debut homónimo lanzado por Giant Records. Clay mantuvo contrato con dicha disquera hasta su disolución en 2001 y empezó a trabajar con Warner Bros. Records y RCA Records antes de unirse a su actual sello, Asylum-Curb Records en el 2007.
Clay Walker ha publicado un total de 11 álbumes, incluyendo un disco recopilatorio y un álbum de canciones navideñas. Sus primeros cuatro álbumes de estudio alcanzaron el estatus de platino en los Estados Unidos. Ha logrado ubicar treinta sencillos en las listas de éxitos, seis de ellos en el número uno: "What's It to You", "Live Until I Die", Dreaming with My Eyes Open", "If I Could Make a Living", "This Woman and This Man" y "Rumor Has It". Su más reciente producción discográfica, Long Live the Cowboy, fue publicada en el año 2019.

## Vida personal
Antes del lanzamiento de su primer sencillo, Walker se casó con Lori Jayne Lampson. Tuvieron dos hijas: MaClay DaLayne (nacida el 14 de enero de 1996), y Skylor ClayAnne (nacida el 14 de mayo de 1999). La pareja se divorció en 2006. Se casó con la modelo Jessica Craig el 28 de septiembre de 2007 y tuvo cinco hijos más con ella: un varón llamado William Clayton (nacido el 5 de agosto de 2008), una hija llamada Mary Elizabeth (nacida el 27 de diciembre de 2009), los gemelos Elijah Craig y Ezra Stephen (nacidos el 4 de noviembre de 2017) y un varón llamado Christiaan Michael (nacido el 5 de enero de 2021).

## Discografía

### Álbumes
- Clay Walker (1993)
- If I Could Make a Living (1994)
- Hypnotize the Moon (1995)
- Rumor Has It (1997)
- Live, Laugh, Love (1999)
- Say No More (2001)
- Christmas (2002)
- A Few Questions (2003)
- Fall (2007)
- She Won't Be Lonely Long (2010)
- Long Live the Cowboy (2019)
- Texas to Tennessee (2021)